# Luis Barraza
Lucas Barraza (Las Cruces, 8 novembre 1996) è un calciatore statunitense, portiere del D.C. United.

## Carriera
Barraza ha giocato nell'accademia del Real Salt Lake dal 2012 al 2015, anno in cui si è iscritto alla Marquette University dove ha giocato con la squadra del collège, il Marquette Golden Eagles fino al 2018. Nel periodo universitario ha giocato anche alcuni incontri in USL PDL con Lane United, FC Tucson e Chicago FC United.
L'11 gennaio 2019 è stato selezionato al SuperDraft MLS 2019 dal New York City con cui ha firmato un contratto professionistico il 28 gennaio. Il 15 dicembre 2022 ha giocato il suo primo incontro con il nuovo club, giocando da titolare contro il Tigres UANL in CONCACAF Champions League.
Il 31 maggio 2021 è stato ceduto in prestito all'Oakland Roots, con cui ha giocato due incontri in USL Championship.
Rientrato a New York, l'8 luglio 2021 ha debuttato in MLS contro il Montréal Impact ed il 3 novembre ha rinnovato il contratto fino al 2023 con opzione per ulteriori due anni. Nella stagione 2023 è diventato il portiere titolare del club.

## Statistiche

### Presenze e reti nei club
Statistiche aggiornate al 7 luglio 2023.
| Stagione             | Squadra              | Campionato           | Campionato | Campionato | Coppe nazionali | Coppe nazionali | Coppe nazionali | Coppe continentali | Coppe continentali | Coppe continentali | Altre coppe | Altre coppe | Altre coppe | Totale | Totale |
| Stagione             | Squadra              | Comp                 | Pres       | Reti       | Comp            | Pres            | Reti            | Comp               | Pres               | Reti               | Comp        | Pres        | Reti        | Pres   | Reti   |
| -------------------- | -------------------- | -------------------- | ---------- | ---------- | --------------- | --------------- | --------------- | ------------------ | ------------------ | ------------------ | ----------- | ----------- | ----------- | ------ | ------ |
| 2016                 | Lane United          | PDL                  | 5          | -7         |                 | -               | -               |                    | -                  | -                  |             | -           | -           | 5      | -7     |
| 2017                 | FC Tucson            | PDL                  | 1          | -2         | USOC            | 1               | -2              |                    | -                  | -                  |             | -           | -           | 2      | -4     |
| 2018                 | Chicago FC United    | PDL                  | 3          | -2         |                 | -               | -               |                    | -                  | -                  |             | -           | -           | 3      | -2     |
| 2019                 | New York City        | MLS                  | 0          | 0          | USOC            | 0               | 0               |                    | -                  | -                  |             | -           | -           | 0      | 0      |
| 2020                 | New York City        | MLS                  | 0          | 0          |                 | -               | -               | CCL                | 1                  | -4                 |             | -           | -           | 1      | -4     |
| 2021                 | Oakland Roots        | USLC                 | 2          | -4         |                 | -               | -               |                    | -                  | -                  |             | -           | -           | 2      | -4     |
| 2022                 | New York City II     | MNP                  | 5          | -8         |                 | -               | -               |                    | -                  | -                  |             | -           | -           | 5      | -8     |
| 2021                 | New York City        | MLS                  | 5          | -5         |                 | -               | -               |                    | -                  | -                  | LC          | 0           | 0           | 5      | -5     |
| 2022                 | New York City        | MLS                  | 0          | 0          | USOC            | 3               | -4              | CCL                | 0                  | 0                  | CC          | 1           | 0           | 4      | -4     |
| 2023                 | New York City        | MLS                  | 20         | -23        | USOC            | 0               | 0               |                    | -                  | -                  |             | -           | -           | 20     | -23    |
| Totale New York City | Totale New York City | Totale New York City | 25         | -28        |                 | 3               | -4              |                    | 1                  | -4                 |             | 1           | 0           | 30     | -36    |
| Totale carriera      | Totale carriera      | Totale carriera      | 41         | -51        |                 | 4               | -6              |                    | 1                  | -4                 |             | 1           | 0           | 47     | -61    |

## Palmarès

### Club

#### Competizioni nazionali
- Campionato MLS: 1

New York City: 2021

#### Competizioni internazionali
- Campeones Cup: 1

New York City: 2022